# مترو أضنة
مترو أضنة (بالتركية: Adana Metrosu)‏، هو نظام نقل سريع يخدم مدينة أضنة في تركيا. يتكون هذا المترو من خط واحد، ويبلغ طوله 13.5 كم ويتكون من 13 محطة.